# Peter Bußjäger

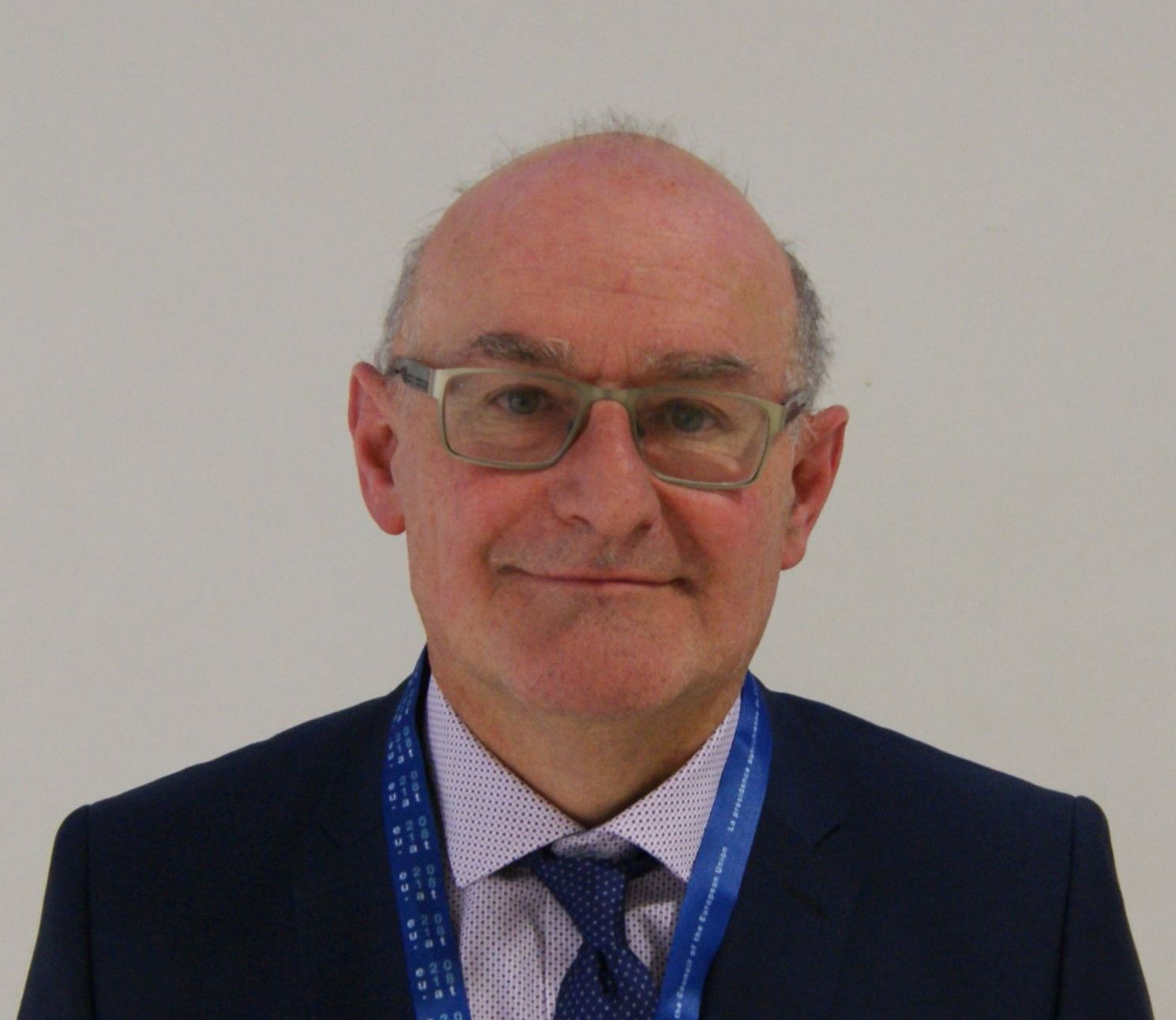
Peter Bußjäger anlässlich einer Veranstaltung in Bregenz zur Subsidiarität im Rahmen des österreichischen EU-Ratsvorsitzes 2018

Peter Bußjäger (* 4. Mai 1963 in Bludenz) ist ein österreichischer Verfassungs- und Verwaltungsjurist. Bußjäger ist Universitätsprofessor an der Universität Innsbruck, Direktor des Instituts für Föderalismus sowie Verfassungsrichter am Liechtensteinischen Staatsgerichtshof.

## Ausbildung und Privatleben
Peter Bußjäger wurde am 4. Mai 1963 als Sohn von Georg und Hilda Bußjäger in der Bezirkshauptstadt Bludenz im österreichischen Bundesland Vorarlberg geboren. Er besuchte das Bundesrealgymnasium Bludenz, an welchem er im Jahr 1981 mit ausgezeichnetem Erfolg maturierte. Im Anschluss daran absolvierte Bußjäger von 1981 bis 1985 das Diplomstudium der Rechtswissenschaften an der Universität Innsbruck, welches er im Jahr 1985 mit der Sponsion zum Magister der Rechtswissenschaften abschloss. 1985 schloss sich daran das Doktoratsstudium an, welches er 1986 mit der Promotion zum Doktor der Rechtswissenschaften (Dr. iur.) abschloss. In den beiden folgenden Jahren absolvierte Peter Bußjäger die Gerichtspraxis am Bezirksgericht Bludenz und am Landesgericht Feldkirch.
Peter Bußjäger ist mit Andrea Bußjäger verheiratet und hat mit dieser eine gemeinsame Tochter.

## Beruflicher Werdegang
Im Anschluss an die Gerichtspraxis trat Peter Bußjäger am 1. September 1987 in den Dienst des Landes Vorarlberg ein, wo er zunächst als Bediensteter der Raumplanungsabteilung des Amts der Vorarlberger Landesregierung tätig war. Ab 1. Jänner 1990 war Bußjäger in der Folge Leiter der Wirtschaftsabteilung der Bezirkshauptmannschaft Bludenz, wo er ab 13. Februar 1991 auch erster Stellvertreter des Bezirkshauptmanns war. Am 11. Mai 1992 kehrte Bußjäger zurück zum Amt der Vorarlberger Landesregierung und nahm dort eine Tätigkeit in der Gesetzgebungsabteilung an. Mit Wirkung vom 1. Juli 1992 wurde Peter Bußjäger in der Folge zum Beamten des Rechtskundigen Dienstes des Landes Vorarlberg ernannt. Weiters absolvierte Peter Bußjäger in den Jahren 1993 und 1994 den Universitätslehrgang Europarecht in Schloss Hofen, welchen er als Akademisch geprüfter Europarechtsexperte abschloss. Am 1. März 1999 wurde er Stellvertreter des Abteilungsvorstandes der Abteilung Gesetzgebung und war ab 15. März 1999 in dieser Funktion auch zweiter Stellvertreter des Landtagsdirektors.
Im Jahr 1999 arbeitete Peter Bußjäger an seiner Habilitationsschrift zum Thema Die Organisationshoheit und Modernisierung der Landesverwaltungen. In der Folge wurde er im März 1999 zum Universitätsdozenten für Verfassungsrecht, Verwaltungsrecht und Verwaltungslehre am Institut für Öffentliches Recht und Politikwissenschaft an der Universität Innsbruck habilitiert. 
Seit 1. Jänner 2001 ist Peter Bußjäger Direktor des Instituts für Föderalismus in Innsbruck. Im Jänner 2003 wurde er schließlich zum Direktor des Vorarlberger Landtags berufen, was er in der Folge bis Ende des Jahres 2012 blieb. Peter Bußjäger war auch am Österreich-Konvent, einem großen bundesweiten Verfassungskonvent der Republik Österreich, in den Jahren 2003 bis 2005 beteiligt und dort Vorsitzender des Ausschusses 5, der für die Verteilung der Gesetzgebungsaufgaben zwischen Bund und Ländern zuständig war.
Von Oktober 2005 bis Oktober 2009 war er zudem Mitglied des Liechtensteinischen Verwaltungsgerichtshofs, ehe er 2009 an den Staatsgerichtshof des Fürstentums Liechtenstein berufen wurde. 
Mit 1. Jänner 2013 schied Peter Bußjäger als Landtagsdirektor des Vorarlberger Landtags aus, um eine neue Stelle als Forschungsbeauftragter des Liechtenstein-Instituts in Bendern annehmen zu können. Am 1. Oktober 2014 trat Peter Bußjäger eine Stiftungsprofessur des Landes Tirol am Institut für Öffentliches Recht, Staats- und Verwaltungslehre der Universität Innsbruck an und wurde damit Universitätsprofessor. 
Mit 1. Februar 2018 wurde Peter Bußjäger auf eine Vollzeit-Professur für Staatsrecht, Verwaltungslehre und österreichisches Verwaltungsrecht an der Universität Innsbruck berufen, weshalb er zeitgleich sein Engagement beim Liechtenstein-Institut beendete.
Seit 2018 ist Peter Bußjäger für Liechtenstein Mitglied der Venedig-Kommission und dort Mitglied des Gemeinsamen Rats für Verfassungsgerichtsbarkeit. Ebenfalls seit 2018 ist er Mitglied der Gruppe unabhängiger Experten für die Europäische Charta der kommunalen Selbstverwaltung.
Ende 2023 wurde er für eine fünfjährige Funktionsperiode als Vorsitzender-Stellvertreter des Unabhängigen Parteien-Transparenz-Senates bestellt.
Peter Bußjäger ist Mitglied im Netzwerk Wissenschaftsfreiheit.